# Two and a Half Men (seizoen 6)
Het zesde seizoen van de Amerikaanse sitcom Two and a Half Men werd oorspronkelijk uitgezonden op de commerciële televisiezender CBS vanaf 22 september 2008 tot en met 18 mei 2009. De hoofdrollen worden vertolkt door Charlie Sheen, Jon Cryer en Angus T. Jones en de nevenrollen door Conchata Ferrell, Jennifer Taylor, Marin Hinkle, Holland Taylor en Ryan Stiles. Het seizoen telt 24 afleveringen.

## Samenvatting
Alan Harper (Jon Cryer) woont ondertussen zes jaar bij zijn oudere broer Charlie Harper (Charlie Sheen). De lange periode begint zijn sporen te laten en de relatie tussen de broers begint zoetjesaan te verzuren. Charlie vraagt van zijn broer dat hij hem eindelijk huishuur betaalt of anders kan hij vliegen. Alan en zijn ex-vrouw Judith (Marin Hinkle) delen vanuit een onbezonnenheid opnieuw de lakens, waarvan ze allebei spijt krijgen. Charlie ontmoet een vrouw die hem in toom kan houden en die hij zelf graag ziet, waardoor zijn leven er geheel anders gaat uitzien. De eeuwige casanova lijkt plotseling dood en begraven...

## Overzicht
| Nr. serie | Nr. reeks | Titel van aflevering                  | Scenarist(en)                                                | Uitzenddatum      |  |
| --- | --------- | ------------------------------------- | ------------------------------------------------------------ | ----------------- |  |
| 1 | 116       | Taterhead is Our Love Child           | Chuck Lorre en Lee Aronsohn                                  | 22 september 2008 |  |
| Charlie (Charlie Sheen) loopt een ex tegen het lijf wier 8-jarige zoontje Chuck als twee druppels water op hem gelijkt. Chuck lijkt niet alleen op hem, hij blijkt ook een uitstekend pianospeler te zijn. Charlie komt stilaan tot het besef dat hij wel eens de vader van Chuck zou kunnen zijn. Titelquote: Charlie, die een opmerking van Alan, volgens wiens logica Jake hun zoon zou kunnen zijn, verwerpt. |           |                                       |                                                              |                   |  |
| 2 | 117       | Pie Hole, Herb                        | Eddie Gorodetsky en Susan Beavers                            | 29 september 2008 |  |
| Charlie heeft 38 dollar geleend van Alan (Jon Cryer), die hem daar voortdurend aan herinnert. Charlie is niet van plan om hem die 38 dollar terug te betalen. Alan is niet onder de indruk, neemt het heft in eigen handen en zuigt de benzinetank van Charlie's Mercedes leeg. Charlie heeft genoeg van Alans gierigheid en zet hem op de keien. Alan vindt er niks beter op dan in te trekken bij zijn ex-vrouw Judith (Marin Hinkle) en haar man Herb (Ryan Stiles). Titelquote: Judith, als Herb van Alan wil weten waar hij zal verblijven nu Charlie hem eruit heeft gegooid ("Mond dicht, Herb" waarmee ze doelt op de waarschijnlijkheid dat hij bij hen intrekt). |           |                                       |                                                              |                   |  |
| 3 | 118       | Damn You, Eggs Benedict               | Chuck Lorre en Lee Aronsohn                                  | 6 oktober 2008    |  |
| Charlie is aangenaam verrast als hij verneemt dat Alan de kneepjes van het vak leert en uitgaat met twee vrouwen tegelijk. Echter is Alan niet uit het juiste hout gesneden om te liegen tegen beide dames. Charlie krijgt een nachtelijk telefoontje van zijn dronken neefje Jake (Angus T. Jones)... Titelquote: Charlie, als hij eenmaal beseft dat hij een fout heeft gemaakt bij het bereiden van eggs benedict. |           |                                       |                                                              |                   |  |
| 4 | 119       | The Flavin' and the Mavin'            | Eddie Gorodetsky en Jim Patterson                            | 13 oktober 2008   |  |
| Charlie heeft zijn zinnen gezet op Melissa (Kelly Stables), de jonge en lieve receptioniste van Alan. Hij is vastberaden haar aan zijn lijstje met veroveringen toe te voegen. Alan kan amper wachten tot het fout gaat... Titelquote: Alan, die een quote van het Amerikaanse komisch duo Dean Martin en Jerry Lewis tegen Charlie citeert op weg naar Alans werk (vrij vertaald "De smaakmaker en de expert"). Noot: Eerste aflevering met Kelly Stables als Melissa |           |                                       |                                                              |                   |  |
| 5 | 120       | A Jock Strap in Hell                  | Don Foster en Eddie Gorodetsky                               | 20 oktober 2008   |  |
| Charlie treft een razende ex-vriendin en tevens Jakes voormalige juf Dolores Pasternak (Alicia Witt, gespeeld door Missi Pyle in seizoen 2 en na deze aflevering opnieuw gespeeld door Missi Pyle). Haar leven werd door Charlie verwoest, zegt ze. Dat zet de pianist aan het denken. Charlie heeft spijt van de manier waarop hij Dolores heeft behandeld en besluit zijn fout recht te zetten. Charlie bezorgt haar een job als privé-lerares van Jake en geeft haar de kamer van Alan. Titelquote: Jake, die zich afvraagt of een toque ("jock strap") nodig is als je sterft en niet naar de hemel gaat.                                                              |           |                                       |                                                              |                   |  |
| 6 | 121       | It's Always Nazi Week                 | Mark Roberts en Jim Patterson                                | 3 november 2008   |  |
| Alan heeft slecht nieuws voor Charlie: Jake komt drie maanden bij hen wonen. Zijn ex Judith en haar man Herb maken voortdurend ruzie. Terwijl Alan stiekem geniet van hun ruzie, heeft Charlie nuttige relatietips voor Herb om Jake buiten te krijgen. Titelquote: Alan, zeurend over een tv-programma waar Charlie naar kijkt. |           |                                       |                                                              |                   |  |
| 7 | 122       | Best H.O. Money Can Buy               | Mark Roberts, Don Foster en Eddie Gorodetsky                 | 10 november 2008  |  |
| Alan is in de war nadat hij onverwacht van nul af aan begint met zijn ex Judith. Hij vindt dat ze veranderd is, maar wil niet overhaast zijn. Charlie maakt Jake wijs dat hij naar het leger moet indien zijn gedrag niet snel verandert, een ultieme poging om de jongeman discipline in te peperen. Titelquote: Herb, tegen Charlie en twee prostituees, over zijn modeltreintjes als ze terugkomen op zijn hotelkamer. |           |                                       |                                                              |                   |  |
| 8 | 123       | Pinocchio's Mouth                     | Don Foster en Jim Patterson                                  | 17 november 2008  |  |
| Chelsea Melini (Jennifer Taylor), de nieuwe vriendin van Charlie, vraagt hem om de nacht bij haar door te brengen. Alan heeft moeite om Jake te straffen. Titelquote: Charlie, over het ongemak van een houten wc-bril. Noot: Eerste aflevering met Jennifer Taylor als Chelsea Melini |           |                                       |                                                              |                   |  |
| 9 | 124       | The Mooch at the Boo                  | Eddie Gorodetsky en Susan Beavers                            | 24 november 2008  |  |
| Jake 'verdwijnt' met de dochter (Tinashe Kachingwe) van Charlie's buurman Jerome (Michael Clarke Duncan), een voormalige football-speler. Charlie moet zijn hachje redden. Alan slaagt erin een date te versieren met behulp van Charlie's Mercedes. Titelquote: Alan, tegen zijn date, verwijzend naar Charlie's adres als hij haar belt. |           |                                       |                                                              |                   |  |
| 10 | 125       | He Smelled the Ham, He Got Excited    | Don Foster en Susan Beavers                                  | 8 december 2008   |  |
| Charlie en Alan worden door hun moeder Evelyn (Holland Taylor) uitgenodigd voor een etentje. Evelyn heeft groots nieuws voor hen. Ze heeft geld opzij gelegd voor Jake, zodat hij kan verder studeren. Jake is niet meteen enthousiast. Titelquote: Alan, als Charlie hem vertelt dat Jake in zijn eigen vingers beet terwijl hij een boterham at. |           |                                       |                                                              |                   |  |
| 11 | 126       | The Devil's Lube                      | Don Foster, Eddie Gorodetsky, Susan Beavers en Jim Patterson | 15 december 2008  |  |
| Charlie ziet zijn beste vriend Andy (Emilio Estevez) terug. Echter sterft Andy aan een hartaanval terwijl ze samen herinneringen ophalen. Charlie is zwaar aangeslagen door de dood van zijn vriend en begint na te denken over zijn toekomst. Titelquote: Andy, tegen Charlie, over het bespugen van de hooivork van de duivel. Noot: Emilio Estevez is de broer van Charlie Sheen alias Carlos Estevez, een allusie door de scenaristen |           |                                       |                                                              |                   |  |
| 12 | 127       | Thank God for Scoliosis               | Chuck Lorre en Mark Roberts                                  | 12 januari 2009   |  |
| Alan is in dubio. Enerzijds is hij smoorverliefd op zijn receptioniste Melissa, anderzijds ziet hij een relatie met een werkneemster niet zitten. Hij besluit niet toe te geven aan zijn gevoelens, maar dat is allesbehalve simpel. Charlie en Jake strijden om de gunsten van een bevallige serveerster. Titelquote: Alan, tegen Melissa, net voordat hij erachter komt dat hij nog 30 minuten geen patiënten heeft. |           |                                       |                                                              |                   |  |
| 13 | 128       | I Think You Offended Don              | Lee Aronsohn, Don Foster en Jim Patterson                    | 19 januari 2009   |  |
| Alan staat als aan de grond genageld: Judith is zwanger. Alan is ervan overtuigd dat hij de vader is. Jake is tegendraads. Charlie weet waarom, denkt hij. Titelquote: Een dronken Charlie, als hij denkt dat Alan hun taxichauffeur beledigt. |           |                                       |                                                              |                   |  |
| 14 | 129       | David Copperfield Slipped Me a Roofie | Don Foster en Jim Patterson                                  | 2 februari 2009   |  |
| Melissa vindt dat Alan onvoldoende gewaardeerd wordt door zijn familie en stelt hem voor om in te trekken bij haar en haar moeder (Carol Kane). Titelquote: Berta, over de goochelaar op het verjaardagsfeestje van Alan. |           |                                       |                                                              |                   |  |
| 15 | 130       | I'd Like to Start with the Cat        | Mark Roberts, Don Foster en Susan Beavers                    | 9 februari 2009   |  |
| Chelsea besluit een einde te maken aan haar relatie met Charlie, die een sleur werd. Charlie is diep gekwetst door de breuk en gaat in therapie. Titelquote: Charlie, tegen Chelsea, nadat ze beweert dat hij haar niet zo goed kent. |           |                                       |                                                              |                   |  |
| 16 | 131       | She'll Still Be Dead at Halftime      | Don Foster en Eddie Gorodetsky                               | 2 maart 2009      |  |
| Chelsea gaat naar de begrafenis van haar ex-schoonmoeder en is er even niet. Charlie is jaloers wanneer hij ontdekt dat Chelsea bij haar ex-man zal verblijven en overweegt de nacht door te brengen met een vroegere flirt, Wanda (Diora Baird). Echter keert Chelsea vroeger terug... Titelquote: Charlie, tegen Chelsea, als ze de basketbalwedstrijd onderbreekt waar ze naar kijken. |           |                                       |                                                              |                   |  |
| 17 | 132       | The 'Ocu' or the 'Pado'?              | Mark Roberts en Don Foster                                   | 9 maart 2009      |  |
| Charlie verklaart openlijk zijn liefde aan Chelsea, maar zijn spontane uiting van gevoelens wordt niet beantwoord. Een tip van zijn psychologe (Jane Lynch) leidt ertoe dat Charlie haar zelfs ten huwelijk vraagt. Wanneer Charlie Chelsea probeert te verrassen met een trouwring in een champagneglas, gaat het mis. Titelquote: Alan, die Charlie vraagt welk deel van het woord "ocupado" ("bezet") hij niet verstaat, nadat Charlie de badkamer van Alan binnenvalt. |           |                                       |                                                              |                   |  |
| 18 | 133       | My Son's Enormous Head                | Susan Beavers en Eddie Gorodetsky                            | 16 maart 2009     |  |
| Chelsea heeft de griep. Charlie 'haat zieken' en aanvankelijk wil hij Chelsea het huis uit om niet besmet te raken. Charlie wil echter bewijzen hoe graag hij haar ziet en besluit haar in de watten te leggen. Daar krijgt hij spijt van. Een negenjarig meisje heeft een oogje op Jake. Titelquote: Alan, tegen Charlie, over Jakes geboorte. |           |                                       |                                                              |                   |  |
| 19 | 134       | The Two Finger Rule                   | Susan Beavers, Eddie Gorodetsky en Jim Patterson             | 30 maart 2009     |  |
| Chelsea ontdekt naaktfoto's op Charlie's gsm en beëindigt hun relatie. Charlie is niet de enige met relatieproblemen. Alan, Herb, pizza-koerier Gordon (J.D. Walsh) en Charlie's buurman Jerome hebben betere tijden gekend op liefdesvlak. De mannen hokken samen bij Charlie. Titelquote: Herb, verwijzend naar Judiths 'onderhoud' van haar wenkbrauwen; Charlie merkt op dat Chelsea een andere "tweevingerregel" had. |           |                                       |                                                              |                   |  |
| 20 | 135       | Hello, I am Alan Cousteau             | Lee Aronsohn, Susan Beavers en Eddie Gorodetsky              | 13 april 2009     |  |
| Chelsea en Evelyn ontmoeten elkaar. Charlie had zijn moeder niet over haar geïnformeerd, wat Evelyn kwetst. Evelyn blijkt geen struikelblok te vormen. Chelsea en Evelyn kunnen het goed met elkaar vinden. Charlie vertrouwt zijn moeder niet en wil Chelsea waarschuwen. Titelquote: Alan, die zich voordoet als Jacques Cousteau terwijl hij zijn waterdichte Rolex test in een kan vol water. |           |                                       |                                                              |                   |  |
| 21 | 136       | Above Exalted Cyclops                 | Don Foster en Eddie Gorodetsky                               | 27 april 2009     |  |
| Alan is eenzaam en geobsedeerd door modelbouwwagentjes. Chelsea acht de tijd rijp om Alan te koppelen aan één van haar vriendinnen. De vriendin blijkt niemand minder dan Rose (Melanie Lynskey) te zijn, Charlie's eeuwige stalkster. Rose baande zich een weg in de vriendenkring van Chelsea om Charlie te bespioneren. Alan en Rose genieten van elkaars gezelschap, maar dan begrijpt Alan wat hij verkeerd doet. Titelquote: Rose, tegen Charlie, over ranglijsten binnen de Ku Klux Klan. |           |                                       |                                                              |                   |  |
| 22 | 137       | Sir Lancelot's Litter Box             | Susan Beavers, Eddie Gorodetsky en Jim Patterson             | 4 mei 2009        |  |
| Charlie en Chelsea hebben een argument wanneer zij hem voorstelt om bij haar in te trekken. Charlie mag dan wel verloofd zijn, hij wil nog steeds zijn eigen huis. Charlie beseft zijn fout en als toegeving vraagt hij Chelsea om bij hem in te trekken. Chelsea voert veranderingen aan zijn huis door. Titelquote: Chelsea, tegen Charlie, als Charlie de kattenbak [van Sir Lancelot, de kat van Chelsea] naast zijn douche ziet staan. |           |                                       |                                                              |                   |  |
| 23 | 138       | Good Morning, Mrs. Butterworth        | Mark Roberts en Eddie Gorodetsky                             | 11 mei 2009       |  |
| Chelsea merkt dat een buiksprekende Alan depressief is. Chelsea neemt hem mee naar de bios, haar uitje met de geïrriteerde Charlie. Chelsea en Alan hebben het daarna naar hun zin. Charlie ziet interessante mogelijkheden. Alan kan alle saaie kantjes van de relatie overnemen en Charlie plukt de vruchten in bed. Titelquote: Charlie, tegen Alan als die ontbijt klaarmaakt. |           |                                       |                                                              |                   |  |
| 24 | 139       | Baseball Was Better with Steroids     | Chuck Lorre en Lee Aronsohn                                  | 18 mei 2009       |  |
| Charlie's ex-verloofde Mia (Emmanuelle Vaugier) is vrijgezel. Charlie mijmert over zijn relatie met Chelsea omdat hij gevoelens voor Mia blijkt te koesteren. Charlie wil zijn toekomst met Chelsea niet op het spel zetten. Charlie en Alan moeten alles tijdelijk aan de kant schuiven wanneer de zwangere Judith haar water breekt... Titelquote: Charlie, tegen Chelsea als ze samen honkbal kijken. |           |                                       |                                                              |                   |  |

## Rolverdeling

### Hoofdcast
- Charlie Sheen (Charlie Harper)
- Jon Cryer (Alan Harper)
- Angus T. Jones (Jake Harper)
- Conchata Ferrell (Berta)
- Marin Hinkle (Judith Melnick)
- Holland Taylor (Evelyn Harper)

### Gastacteurs
- Melanie Lynskey (Rose)
- Jennifer Taylor (Chelsea Melini)
- Kelly Stables (Melissa)
- Ryan Stiles (Herb Melnick)
- Michael Clarke Duncan (Jerome)